# Église Saint-Michel-Archange de Samara
L'église Saint-Michel-Archange (Храм Арха́нгела Михаи́ла) est une église orthodoxe de Samara en Russie. Elle dépend de l'éparchie de Samara du patriarcat de Moscou. Dédiée à l'archange saint Michel, elle a été construite en 1915. Elle est inscrite au patrimoine culturel d'importance régionale.

## Histoire
Jean de Cronstadt se rend à Samara en 1902 et bénit l'endroit où doit s'élever cette église.
Initialement, les habitants du village de Novy Orenbourg (aujourd'hui village de Schmidt, appartenant à la ville de Samara) étaient contraints de marcher plusieurs kilomètres hors route jusqu'à l'église de la ville la plus proche, l'église Saints-Pierre-et-Paul de Samara, ce qui était très gênant pour eux. Puis, ils ont construit ensemble une maison de prière, mais elle ne pouvait accueillir tout le monde. Ce n'est qu'en 1908 qu'un marchand fortuné de Samara, Vladimir Sourochnikov, acquiert un terrain près de la place principale du village pour construire une maison de prière plus grande. Elle est construite en bois avec des fondements de pierre pour accueillir cinq cents fidèles et est consacrée le 15 janvier 1909 sous le vocable de l'archange saint Michel; cependant, elle s'avère bientôt trop petite, surtout pendant les grandes fêtes. Le staroste du village s'adresse à un bienfaiteur du nom de Vassili Fiodorovitch Poustochkine qui fait don pour la construction d'une nouvelle église de trente mille roubles; tandis qu'une roche bourgeoise du nom d'Ekaterina Ivanovna Ivanova fait don de quarante mille roubles pour la décoration intérieure.
La nouvelle église est consacrée les 13-15 novembre 1915 en présence d'une grande foule. Le 13 novembre, c'est la consécration au nom de la Nativité de Marie par l'archevêque Pitirim, exarque de Géorgie, arrivé la veille à Samara, assisté de l'évêque de Samara et Stavropol, Michel (Bogdanov). Les 14 et 15 novembre c'est la consécration des autels des absides; celle de gauche au nom de saint Basile, celle de droite, de l'archange saint Michel. C'est la dernière église de Samara et de ses environs à être construite avant la Révolution de 1917.
Le présidium du soviet municipal de Samara décide de sa fermeture le 17  septembre 1929 et elle est donnée à l'usage d'une école. De 1929 à 1991, elle passe de mains en mains de diverses organisations. En 1930, elle sert de club pour les cheminots; pendant la Grande Guerre patriotique, on y installe un hôpital pour les évacués et en 1947, une clinique épidémiologique. Pendant les dernières années de l'ère soviétique, elle sert de salle de sport et sous la perestroïka elle abrite la coopérative Evrika,.
Après la normalisation des rapports de l'État avec les différentes confessions, il est décidé le 7 mars 1991 de la rendre à la communauté orthodoxe. Le premier service religieux est célébré à Noël, les 6 et 7 janvier 1992. L'église est consacrée de nouveau le 19 septembre 1992 par l'archevêque de Samara et Syzran, Eusèbe (Savvine) sous le vocable de saint Michel-Archange.
Les travaux de restauration se poursuivent pendant de longues années. La dernière coupole est installée en 2007 et l'intérieur est refait. Une cloche de neuf tonnes est bénie en 2013. Les donateurs se comptent chez les cheminots et les paroissiens.

## Galerie

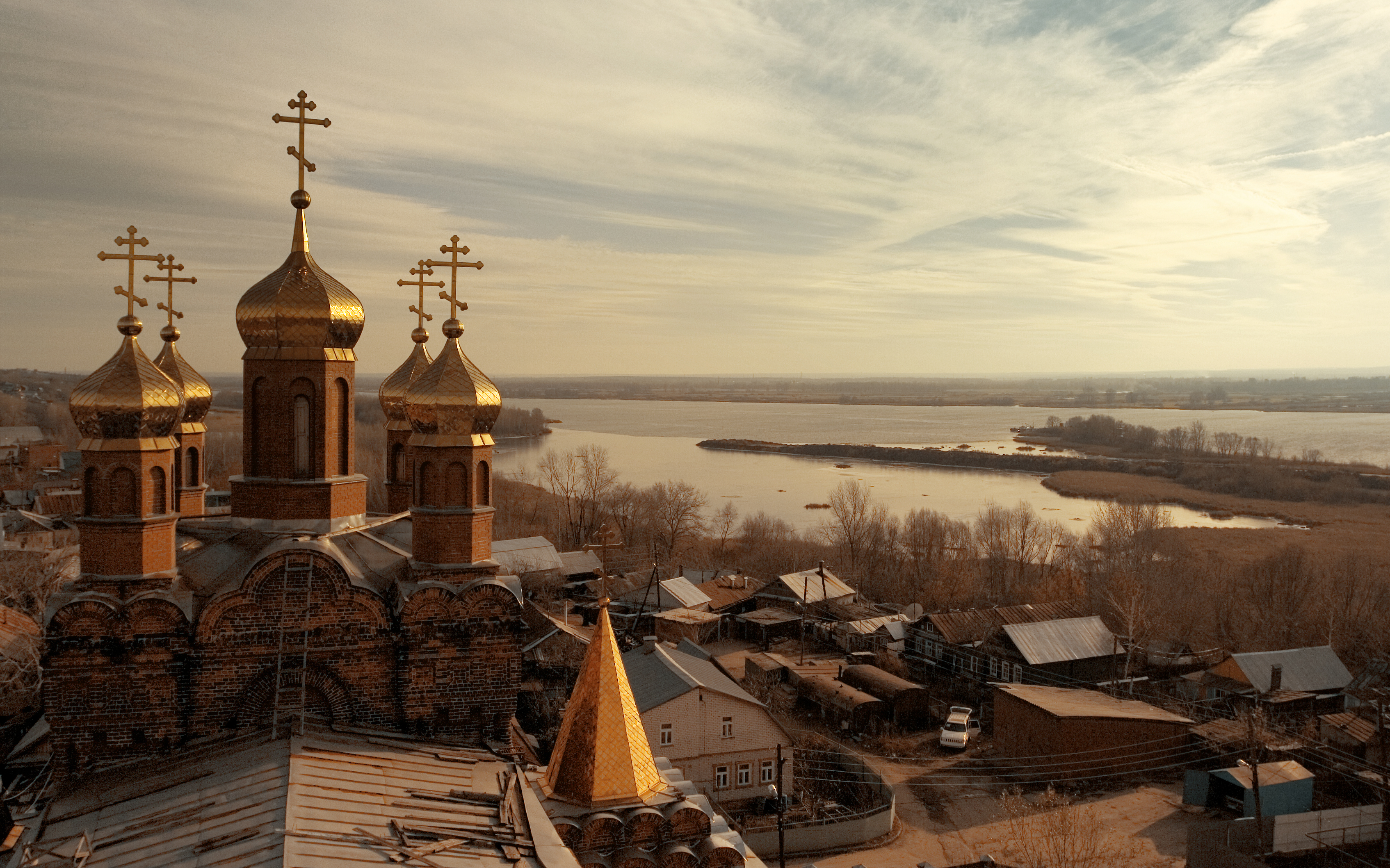
Vue des coupoles donnant sur la Volga.
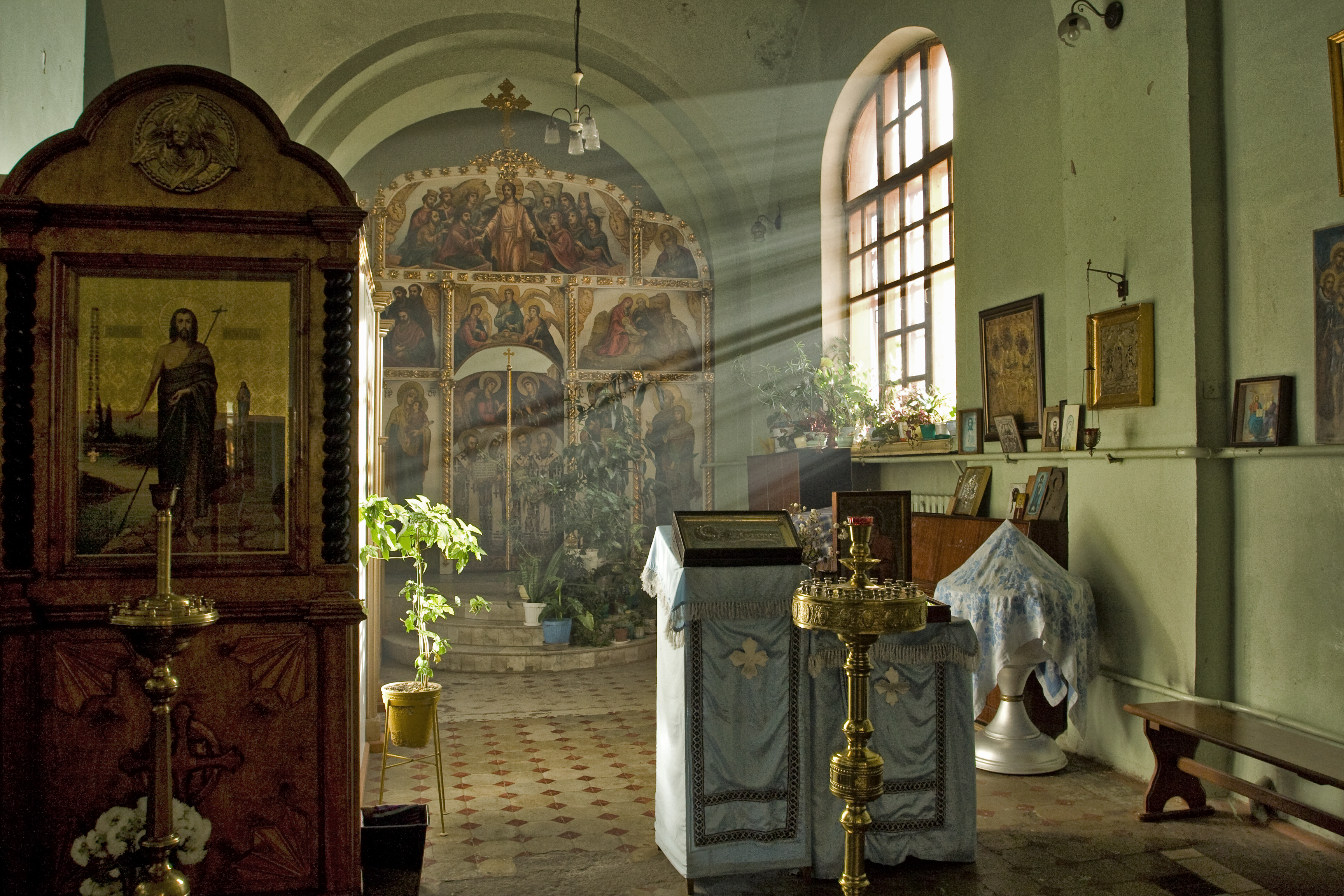
Intérieur de l'église.
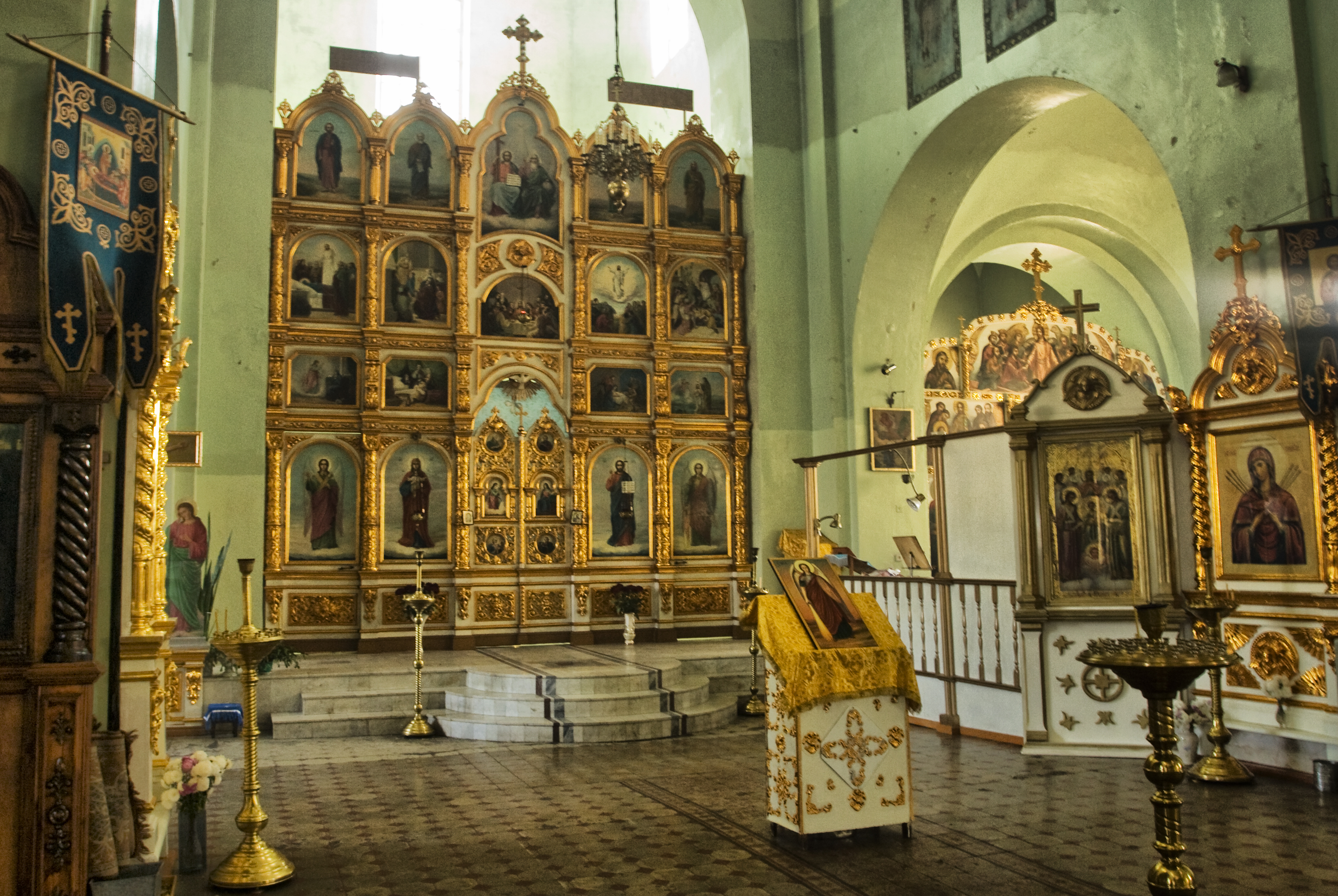
Iconostase.
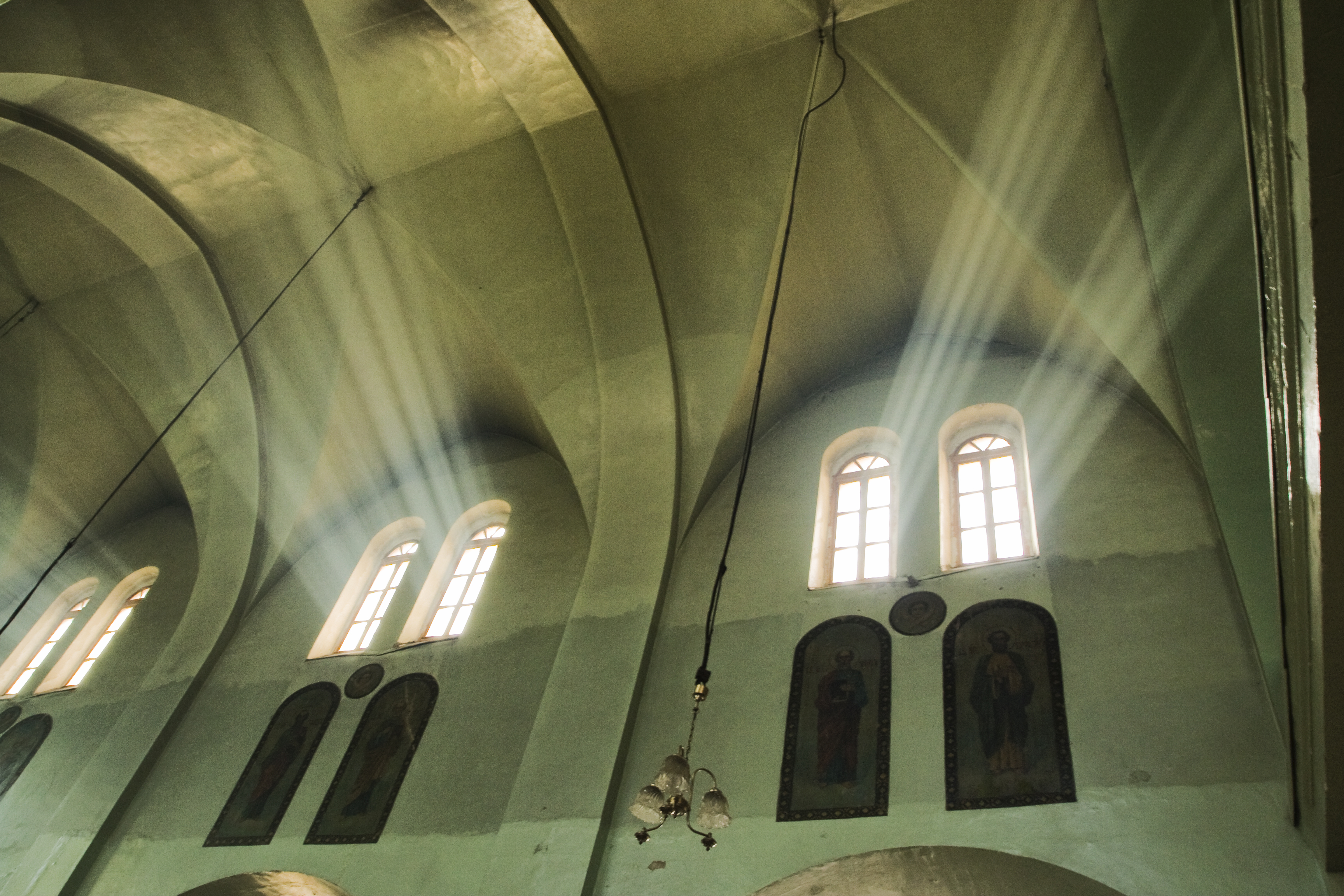
Voûtes et fenêtres.